# Gorytes neglectus
Gorytes neglectus är en stekelart som beskrevs av Anton Handlirsch 1895. Gorytes neglectus ingår i släktet Gorytes, och familjen Crabronidae. Enligt den finländska rödlistan är arten nära hotad i Finland. Arten har ej påträffats i Sverige. Artens livsmiljö är åsmoskogar.